# Красная Поляна (игорная зона)
«Красная Поляна» — игорная зона в селе Эстосадок Адлерского района города Сочи. Распоряжение Правительства Российской Федерации о создании пятой игорной зоны «Красная поляна» в Сочи было подписано 10 августа 2016 года.
Игорная зона расположена в горном кластере Сочи на земельных участках площадью 165 тыс. м², предоставленных ранее для размещения олимпийских объектов, финансирование и строительство которых осуществлялось не за счет бюджетных средств или средств государственной корпорации «Олимпстрой», а частными инвесторами.

## История создания
Изначально с предложением создать игорную зону в Сочи на олимпийских объектах в феврале 2012 года выступал экс-глава госкомпании «Курорты Северного Кавказа» (КСК) Ахмед Билалов. Однако тогда против создания игорной зоны в Сочи выступал экс-губернатор Краснодарского края Александр Ткачёв.
В декабре 2013 года ряд СМИ опубликовал предложение премьер-министра Дмитрия Медведева о создании новой игорной зоны и нескольких особых туристических зон на территории города-курорта Сочи после проведения в нём зимней Олимпиады. Однако эта информация была опровергнута пресс-секретарём Медведева Натальей Тимаковой.
С инициативой создать в Сочи игорную зону выступил глава Сбербанка России Герман Греф. На тот момент банк контролировал ОАО «Красная Поляна», которое построило горнолыжный спортивно-туристический комплекс «Горная карусель» в посёлке Красная Поляна. По мнению Грефа, открытие игорной зоны позволило бы окупить затраты инвесторов на строительство объектов Олимпийских Игр-2014.
В 2014 году при обсуждении законопроекта о создании игорной зоны в Крыму депутат Государственной Думы РФ, чемпион мира по шахматам Анатолий Карпов внёс поправку, разрешающую создание игорной зоны также и в Краснодарском крае. Также в 2014 году член Совета Федерации Виталий Игнатенко, выступая на первом после проведения XXII зимних Олимпийских игр заседании Общественного совета Сочи-2014, предложил разрешить открывать казино и на территории Сочи.
22 июля 2014 года Владимир Путин подписал закон о создании игорных зон в Крыму и в Краснодарском крае. 10 августа 2016 года Дмитрий Медведев подписал Распоряжение Правительства РФ о создании пятой игорной зоны «Красная поляна» в Сочи.
Руководство Краснодарского края посчитало, что нет смысла развивать две игорные зоны в регионе, вторая игорная зона «Азов-Сити» прекратила своё существование 01 января 2019 года.
Первое казино в Красной Поляне — «Казино Сочи» — открылось 5 января 2017 года на территории комплекса «Горки Город». Спустя год работы «Казино Сочи» компания «Домейн» запустила второе игорное заведение, которое располагается так же на территории комплекса «Горки Город». 19 декабря 2017 года стало официальной датой открытия зала игровых автоматов «Бонус Slots», который позиционировался как демократичная альтернатива фешенебельному «Казино Сочи». А 4 января 2019 года на территории курорта «Роза Хутор» состоялось открытие 3-го игорного заведения — казино «Бумеранг».